# Euchirograpsus liguricus
Euchirograpsus liguricus is een krabbensoort uit de familie van de Plagusiidae. De wetenschappelijke naam van de soort werd in 1853 voor het eerst geldig gepubliceerd door Henri Milne-Edwards.